# عفريت ماكسويل

شكل تخطيطي لعفريت ماكسويل

عفريت ماكسويل (بالإنجليزية: Maxwell's demon)‏ هو تجربة فكرية أوجدها الفيزيائي الإسكتلندي جيمس كلارك ماكسويل «لإثبات أن القانون الثاني الخاص بالديناميكا الحرارية ذو حقيقة إحصائية فقط». توضّح التجربة الافتراضية وجهة نظر ماكسويل عن طريق وصف كيفية نقض القانون الثاني. تعتمد التجربة على تقسيم وعاء متخيل إلى جزئين عن طريق جدار عازل، يحوي الجدار بابا يمكن فتحه وإغلاقه بواسطة ما أطلق عليه لاحقا «عفريت ماكسويل». يستطيع العفريت الافتراضي أن يسمح لجزيئات الغاز «الساخنة» فقط بالتدفق إلى جانب مفضل من الغرفة مما يسبب ارتفاع حرارة ذلك الجانب تلقائيا فيما يبرد الجانب الآخر.

## أصل وتاريخ الفكرة
وصف ماكسويل المفهوم بأنه «كينونة محدودة» عند تقديمه له في رسائله إلى زملائه وفي كتابه نظرية الحرارة.
ظهرت التجربة الفكرية أول مرة في رسالة كتبها ماكسويل إلى بيتر غوثري تايت في الحادي عشر من ديسمبر عام 1867. ومن ثم ظهرت ثانية في رسالة إلى جون ويليام سترت في عام 1870 قبل أن تقدم الفكرة إلى العموم في كتاب ماكسويل نظرية الحرارة الذي نشر في عام 1871 وكان موضوعه الديناميكا الحرارية.
كان ويليام ثومبسون (لورد كالفين) أول من استخدم كلمة «عفريت» لوصف مفهوم ماكسويل في مجلة «طبيعة» في العام 1874، وضمّن المقال بأنه قد قصد الجانب الروحي للكلمة وليس جانب الأذى الذي قد توحي به.

## التجربة الفكرية الأصلية
يضمن القانون الثاني للديناميكا الحرارية (عبر الاحتمالية الإحصائية) أن يتطور جسمان بحرارة مختلفة عند وضعهما في حالة احتكاك مع بعضهما وعزلهما عن باقي الكون إلى توازن ديناميكي حراري بحيث يصبح لكلا الجسمين ذات الحرارة تقريبا كما ويعبر عن القانون الثاني عن طريق التأكيد أن الإنتروبي لا يتناقص أبدا في نظام معزول.
تصوّر ماكسويل تجربة فكرية كوسيلة تعزز فهم القانون الثاني حيث وصف التجربة كما يلي:
بعبارة أخرى، يتخيل ماكسويل وعاء واحدا مقسما إلى جزئين (قسمين)، أ وب. كلا الجزئين يملؤه نفس الغاز في درجة حرارة متساوية ووضع الجزءان بجانب بعضهما. يقوم عفريت خيالي بحراسة باب مسحور بين الجزئين ومراقبا الجزيئات في كلتا الجهتين. عندما ينطلق جزيء أسرع من المتوسط نحو الباب المسحور يقوم العفريت بفتحه وهكذا يحلّق الجزيء من الجزء أ إلى الجزء ب. سيتزايد متوسط السرعة للجزيئات في الجهة أ بينما يتباطأ في الجهة ب. بما أن متوسط سرعة الجزيء تتوافق مع الحرارة فإن الحرارة ستتناقص في الجزء أ وتتزايد في الجزء ب على نحو يخالف القانون الثاني للديناميكا الحرارية.

## النقد والتطوير
قدّم العديد من المشتغلين بالفيزياء حسابات أثبتت أنه لا يمكن نقض القانون الثاني للديناميكا الحرارية فعليا إذا ما أجري تحليل أكثر اكتمالا لكل النظام بما في ذلك العفريت. تأتى أهمية هذا البرهان الفيزيائي من واقع إثبات أن أي عفريت يجب أن ينتج اعتلاجا (انتروبي) أكثر يقوم بفصل الجزيئات أكثر مما يستطيع إبعادها بواسطة الطريقة الموصوفة. بمعنى أنه تلزم طاقة أكبر لقياس سرعة الجزيئات والسماح لها بالمرور انتقائيا عبر الفتحة بين أ وب من كمية الطاقة التي يوفرها اختلاف الحرارة الناتج عن هذا الانتقال.
أحد أشهر الردود على هذا السؤال تم اقتراحه من قبل ليو سزيلارد في عام 1929 وبواسطة الفيزيائي الفرنسي ليون برويون فيما بعد . أشار سزيلارد أن عفريت ماكسويل لا بد أن يمتلك بعض الطرق لقياس سرعة الجزيء في الحياة الواقعية وأن فعل اكتساب المعلومة يتطلب بذل الطاقة. ينص القانون الثاني على أن الانتروبي الكلي لنظام معزول لا بد سيزداد. بما أن العفريت سيتفاعل مع الغاز فلا بد أن نأخذ باعتبارنا الانتروبي الكلي للغاز والعفريت مجتمعين.ستكون الطاقة التي يبذلها العفريت سببا في زيادة الانتروبي الخاص بالعفريت، والذي سيكون أكبر من خفض الانتروبي بواسطة الغاز. على سبيل المثال، إذا ما كان العفريت يقوم بتفقد مواقع الجزيئات بواسطة مصباح يدوي فإن بطارية المصباح هي جهاز ذو اعتلاج ضئيل وينتظر حدوث تفاعل كيماوي. فيما تُستهلك طاقة البطارية لبعث الفوتونات (والتي سيتم الآن احتساب الاعتلاج الخاص بها هي أيضا)، فإن رد الفعل البطارية الكيماوي سيستمر وبذلك سيزداد اعتلاجها بأكثر من تعويض النقص في اعتلاج الغاز.
في العام 1960، قدم رولف لانداور استثناء لهذا الإثبات فقد أدرك أن بعض عمليات القياس لا تحتاج إلى رفع اعتلاج الديناميكا الحرارية طالما كان بالإمكان عكسها بواسطة الديناميكا الحرارية. اقترح لاندوار أنه بالإمكان استخدام هذه القياسات «المعكوسة» لفرز الجزيئات مما ينقض القانون الثاني. على أي حال وتبعا للعلاقة بين اعتلاج الديناميكا الحرارية واعتلاج المعلومات، فإن هذا يعني أيضا أنه لا يجوز محو القياسات التي تم تسجيلها. بعبارة أخرى، لتحديد جانب البوابة الذي يجب أن يتواجد عنده الجزيء فعلى العفريت أن يكتسب معلومات عن حالة الجزيء ومن ثم يقرر نبذها أو تخزينها. سيؤدي تجاهلها إلى زيادة فورية في الاعتلاج ولكن لن يستطيع العفريت تخزينه إلى أجل غير مسمى؛ في عام 1982 أثبت بينيت أن مهما كان استعداد العفريت جيدا فلا بد أن تنفذ المساحة التي يخصصها لتخزين المعلومات في النهاية ولا بد أن يبدأ بمحو المعلومات التي جمعها قبلا. محو المعلومات هي عملية لا يمكن العودة عنها بالديناميكا الحرارية والتي ستزيد من اعتلاج النظام. (يواجه الكثير من الناس هذه المشكلة المتمثلة في نفاذ مساحة التخزين على حواسيبهم ولكن لحسن الحظ يتوفر حل بسيط ألا وهو مسح بعض البيانات غير الضرورية).
يمكن لعفريت ماكسويل أن يقوم بالمثل ألا وهو شطب البيانات السابقة. ولكن عملية الحذف من الذاكرة هي عملية لا يمكن التراجع عنها تحديدا. بمجرد أن تحذف البيانات الموجودة على جزء من الذاكرة معيدا جميع البيتات إلى حالة الصفر سيصير من المستحيل إعادة تجميع البيانات الأصلية من سلسلة الأصفار هذه. تزيد هذه العملية التي لا يمكن عكسها من الاعتلاج بمقدار س لن2 لكل بت (بالإنجليزية: Bit). أدرك بينيت أن كل دورة من دورات سزيلارد تحتاج إلى وحدة تخزين واحدة. الاعتلاج الذي يتزايد عند مسح هذه الوحدات (البتات بالإنجليزية: Bits) يعوض نقص الاعتلاج الذي يتسبب به العفريت. ولذا فإن الاعتلاج لا ينقص حين ننظر إلى النظام ككل مما يعني أنه قد تمت المحافظة على القانون الثاني. على الرغم من أن بينيت قد توصل إلى الاستنتاج عينه الذي ذكره سزيلارد في ورقته العلمية وهو أنه لا يمكن لعفريت ماكسويل أن ينقض القانون الثاني وذلك لأنه سيتم إنشاء الاعتلاج فلا بد أنه قد توصل إلى هذه النظرية بأسباب مختلفة والأسباب لها نفس أهمية النتائج في العلم.
ومع ذلك، ناقش كل من جون إيرمان وجون نورتون توضيحات سزيلارد ولاندوير لعفريت ماكسويل ابتداء بفرضية أنه لا يمكن نقض القانون الثاني للديناميكا الحرارية وبهذا قدما إثباتهما على أن ليس بمقدور عفريت ماكسويل أن ينقض مسار القانون الثاني.

## التطبيقات
تتواجد نسخ من عفاريت ماكسويل في الحياة الواقعية، ولكن لكل من هذه «العفاريت الواقعية» تأثيرات انخفاض الاعتلاج التي تتم موازنتها كما ينبغي عن طريق زيادة الاعتلاج في مكان آخر. تسمح أفخاخ الذرة المفردة التي تستخدمها جسيمات الفيزيائيين للتجربة بأن تتحكم بحالة الكميات المفردة بطريقة مشابهة لعفريت ماكسويل.
ولم تعد آليات الحجم الجزيئي حكرا على علم الأحياء فقط، بل هي الآن موضوع الحقل الناشئ المسمى بتكنولوجيا النانو.
يقوم جهاز مملوء بالهواء مستخدم على نطاق واسع ومتوفر تجاريا يدعى بأنبوب دوامة رانك-هيلش بفصل الهواء الساخن والبارد؛ ويصنّف الجهاز الجزيئات عن طريق استغلال المحافظة على الزخم الزاوّي فتُعزل الجزيئات الأكثر حرارة خارج الأنبوب بينما تدور الأكثر برودة في دوامة أضيق داخل الأنبوب. يجب أن يتم تصريف الغاز من الدوامتين المختلفتين في الحرارة على الجانبين المتقابلين للأنبوب. برغم أن هذا يصنع اختلافا في درجة الحرارة؛ فإن الطاقة اللازمة لفعل ذلك يتم الحصول عليها بواسطة الضغط الذي يدفع الغاز خلال الأنبوب.
إذا ما كانت مادة المرآة الافتراضية موجودة حقيقة فإن زوراب سيلاغادزي يقترح أن بالإمكان تخيل العفاريت و«التي يمكنها أن تتصرف على نحو مشابه للمتحركات من النوع الثاني بحيث تستخلص الحرارة من احتياطي واحد فقط وتستخدمه لأداء العمل وعزل نفسها عن بقية العالم الاعتيادي. ومع هذا فلم يتم نقض القانون الثاني وذلك لأن العفاريت تنفق كلفة الاعتلاج في جزء (المرآة) المخفي من العالم عن طريق إشعاع فوتونات المرآة».
قام الفيزيائي ريتشارد فينمان في محاضرات العام 1962 بتحليل جهاز عفريت ماكسويل المفترض لتوضيح الديناميكا الحرارية. تم توصيل إطار تجديف صغير بسقاطة وذلك لتوضيح السبب الذي يجعل من استخلاص الطاقة من حركة المائع الجزيئية في حال التوازن أمرا غير ممكن وتعتبر هذه السقاطة أداة تعليمية شائعة جدا.

## العمل التجريبي
في العدد الذي صدر في الأول من فبراير العام 2007 من مجلة الطبيعة قام بروفسور يدعى ديفيد لي وهو أستاذ في جامعة أدنبرة بإعلان صنع جهاز نانوي بناء على هذه التجربة الفكرية. يستطيع هذا الجهاز أن يطرد نظاما كيمائيا خارج التوازن ولكن لا بد أن يكون مدعمّا بمصدر خارجي (الضوء في مثل هذه الحالة) وبذا لا ينقض الديناميكا الحرارية.
قام بعض الباحثين قبلا باختراع جزيء حلقي الشكل يمكن وضعه على محور يصل بين موقعين (يسميان أ وب). ستصطدم الجزيئات من كلا الجهتين بالحلقة فتحركها من طرف إلى طرف. إذا ما وضعت مجموعة كبيرة من هذه الأدوات في نظام فإن نصف الأدوات ستكون لها الحلقة عند الموقع أ فيما سيتواجد النصف الآخر عند ب في أي لحظة من الزمن.
قام لي بإجراء تعديل طفيف على المحور بحيث إذا ما أشع ضوء على الجهاز فإن مركز المحور سيصير أكثر سمكا مما يحدّ من حركة الحلقة. يمنع هذا الحلقة من الحركة-على أية حال- إذا ما كان المحور موجودا عند المحور أ طول الوقت ولذا فإن الحلقات ستطرد من الموقع ب إلى الموقع أ وستبقى عالقة هناك مما يخلق عدم توازن في النظام. تمكن لي من تحويل وعاء من «بلايين من هذه الأدوات» من توازن بنسبة 50 إلى 50 إلى حالة عد توازن بنسبة 70 إلى 30 في عدة دقائق.

## آدامز والعفريت كاستعارة تاريخية
حاول المؤرخ هنري بروكس آدامز في مخطوطته تطبيق سيادة المرحلة على التاريخ أن يستخدم عفريت ماكسويل كاستعارة تاريخية برغم أنه أساء استخدام وفهم القاعدة الأصلية. فسر آدامز التاريخ كعملية تتحرك باتجاه «التوازن» ولكنه كان يرى بأن الأمم العسكرية (كان يشعر بأن ألمانيا لها السيادة في هذا الصدد) تحاول عكس هذه العملية، عفريت ماكسويل ولكنه تاريخي. قام آدامز بعدة محاولات للرد على النقد الذي وجهه زملاؤه العلماء للصياغة التي خرج بها ولكن هذا العمل انقطع ولم يكتمل بسبب وفاة آدامز في العام 1918 حيث نشر بعد وفاته.

## عفريت ماكسويل في الثقافة الشعبية
ظهر عفريت ماكسويل في الأدب في روايات توماس بينشون: بكاء مجموعة 49 (بالإنجليزية: The Crying of Lot 49) وقوس قزح الجاذبية وفي رواية جورج جاموف السيد تومبكينز كذلك. كما ذكر أيضا في رواية الإنسان الصانع (بالإنجليزية: Homo Faber) للمؤلف السويسري ماكس فريش وفي واحدة من مجموعة القصص القصيرة المعنونة باسم السيبيري للكاتب ستانيسواف لم «الطلعة السادسة أو كيف اخترع ترورل وكلاوبيسيوس عفريتا من النوع الثاني ليتغلبا على القرصان بغ». في رواية الخيال العلمي الصعبة مدينة التعديل للكاتب غريغ إيغان، عفريت ماكسويل هو اسم البرنامج الذي تستخدمه الشخصية ماريا لتتبع «الجزيئات» المفردة في خلية الإنسان الآلي التي تعرف بأوتوفيرس. يظهر عفريت ماكسويل آخرا لاعبا دوره النموذجي في ذروة كتاب سيد السحر الخامس للكاتب ليندون هاردي. ذكر عفريت ماكسويل أيضا في كتب كريستوفر ستاشف من سلسلة ساحر في القافية حيث سمح لعفريت ماكسويل (والذي دعاه ماكس اختصارا) بأن يقوم بمساعدة الشخصية الرئيسية. أما في كتاب الإثنين يبدأ السبت للكاتبين أركادي وبوريس ستراغاتسكي (بالإنجليزية: Arkady and Boris Strugatsky's) فيعمل اثنان من عفاريت ماكسويل كحاجبين في معهد السحر والشعوذة بينما يحتوي كتاب كريستوفر ستاشف (بالإنجليزية: Christopher Stasheff) المعنون بـساحر جلالتها شخصية تم التعريف عنها بأنها عفريت ماكسويل الذي يساعد الشخصية الرئيسية خلال الرواية.
في طريق القصص القصيرة، كتب كل من إسحاق أسيموف ولاري نيفن (بالإنجليزية: Larry Niven) تكريما لماكسويل.[بحاجة لمصدر] بالإضافة إلى ذلك، يستخدم المشعوذ في مؤلف السحر يتلاشى للكاتب لاري نيفين مثل هذا العفريت لتبريد منزله في مقالة بعنوان: ""القصة الغير منتهية رقم 1" كما نشر في مجموعة قصص قصيرة بعنوان ملاعب العقل (وسابقا في كتاب الطرق التي لا تعد ولا تحصى). يساهم العفريت أيضا في أطروحة لمجموعة قصصية للكاتب كين كيسي بعنوان صندوق العفريت. في قصة "عيد العفاريت" للمؤلف ويليام موريسون (الاسم المستعار لجوزف ساماشسون) يختلق عالم عفاريت ماكسويل لتغيير حرارة العناصر ونقاء الخامات ويعكس أو يسرع عملية التقدم في العمر عند البشر في النهاية لتهرب العفاريت وتعيث فسادا في الحضارة. تظهر نسخة معقولة وتفترب من نسخة تكنولوجيا النانو لعفريت ماكسويل وبشكل معقول في قصة الكاتب بول داي فليبو (بالإنجليزية: Paul Di Filippo) القصيرة بعنوان أي متأنق رئيسي (بالإنجليزية: Any Major Dude)، حيث يطلق على البلد في القصة اسم "أرض ماكسويل" وعلى سكانها "العفاريت".
أما في مجال الموسيقى والأفلام، فقد أطلق اسم عفريت ماكسويل على أول فرقة لـبريان إينو (بالإنجليزية: Brian Eno)، وكان الاسم مصدر إيحاء لاسم شخصية خيالية في فيلم منجم الذهب الخيالي (بالإنجليزية: Velvet Goldmine). كما وأن عفريت ماكسويل كان عنوانا لفيلم أنتجه المخرج الأمريكي التجريبي هوليس فرامبتون (بالإنجليزية: Hollis Frampton) سنة 1968. ذكر عفريت ماكسويل في أغنية دراما خارقة للطبيعة  لفينتسورج (بالإنجليزية: Vintersorg) وهو اسم لفرقة روك تتخذ من بروكلين مستقرا لها فضلا عن فرقة البوب لندن ألت. انظر أيضا كلمات أغنية «قانون إيزاك» لـفرقة لاود فاميلي (بالإنجليزية: Loud Family).
كما وتعتمد لعبة مهووس ماكسويل (بالإنجليزية: Maxwell Mania) في رزمة ترفيه مايكروسوفت على عفريت ماكسويل بشكل ما.
تمت الإشارة إلى النظرية في لعبة الفيديو ماكس باين 2 التي ظهرت عام 2003 في شكل لعبة كارتونية تطلق على الرئيس الوغد اسم عفريت ماكسويل. قيل بأن هذا الكائن تم اختراعه من قبل «دكتور إنتروبي» بهدف تحويل العالم إلى «نظام مغلق لعين». في لعبة عام 2007 المسماة نيفروينتر نايتس 2: قناع الخائن (بالإنجليزية: Neverwinter Nights 2: Mask of the Betrayer) يصادف اللاعب متاهة يتحكم فيها بباب سحري بين قفصين تحوي خليطا من كائنات من مخلوقات من نار وثلج (مفيتس (بالإنجليزية: mephits)، والذي يشبه تقريبا الصورة الكلاسيكية «للعفريت»). المغزى من المتاهة هو الفصل بين هذه الكائنات برغم ميلها إلى الاختلاط معا مما يعني جوهريا أن يتقمص اللاعب دور عفريت ماكسويل.
توثيقا لعفريت ماكسويل، فلسف مثقفو الرياضيات حركة المجرم الفار في برنامج التلفزيون الأمريكي أرقام (بالإنجليزية: Numb3rs) وكان ذلك في حلقة عنوانها «سهم الزمن» حيث حملت رقم 11 من الموسم الخامس وبثت في التاسع من يناير عام 2009.
يصور كتاب مصور لماك هول (بالإنجليزية: Mac Hall) شخصية مات تستحضر شيطانا يدعى ماكسويل ويعيش في أجهزة التكييف وتقوم باستبدال جزيئات الهواء بأخرى باردة. يدعي الكتاب أنه قد دحض القانون الثاني للديناميكا الحرارية.
في كتاب «الدولة المفترسة/ كيف نبذ المحافظون السوق الحر ولم يجب أن يفعل الليبراليون ذات الشيء» يصف جيمس ك. غالبرايث (بالإنجليزية: James K. Galbraith's) السوق بأنه «صانع قرار بلا جسد -أي عفريت ماكسويل- بحيث أنه وبطريقة ما ودون جهد؛ يوازن ويعكس تفضيلات كل شخص يشارك في القرارات الاقتصادية.. يمكن أن تكون الأمور بهذا الشكل تحديدا وذلك لأنها لا شيء على الإطلاق». (غالبرايث 19-20).
قام عازف الطبلة ومنتج الباس البريطاني جون ب بعنونة أغنية في ألبومه رؤى باسم: «عفريت ماكسويل».